# Дело Миллерсона
«Дело Миллерсона» (англ. The Millerson Case) — американский детективный фильм режиссёра Джорджа Арчэйнбода, который вышел на экраны в 1947 году.
Это восьмой фильм студии Columbia Pictures из цикла о Криминальном докторе с Уорнером Бакстером в главной роли. Действие фильма происходит в небольшом посёлке в горах Блю-Ридж в Западной Виргинии, где доктор Ордуэй, известный как Криминальный доктор, проводит свой отпуск. Когда начинается вспышка брюшного тифа, от которой умирают три человека, по просьбе окружного врача доктора Викершема (Эддисон Ричардс), но вопреки требованиям отсталого местного врача Сэма Миллерсона (Грифф Барнетт), Ордуэй принимает участие к постановке прививок и привлекается к анализу заболевания. Вскоре он устанавливает, что один из трёх умерших, парикмахер Уорд Бичи (Тревор Бардетт), был отравлен ядом, который покупали Миллерсон и садовод Эзра Миннич (Джеймс Белл). Поначалу подозрение в убийстве падает на Миллерсона, но вскоре выясняется, что Бичи был известным ловеласом, который водил романы с жёнами двух жителей посёлка — Миннича и Джада Рукстула (Пол Гилфойл), а также пытался ухаживать за подружкой кузнеца Белль Энджелхарт (Нэнси Сондерс). Вскоре убивают и Миллерсона, и когда Ордуэй догадывается, что убийцей является Миннич, тот пытается отравить доктора своим сидром. Когда Ордуэй разоблачает его, Миннич бросается на доктора с ножом, но полиция арестовывает Миннича. Ордуэй объясняет, что Миннич убил Бичи, потому что тот отбивал его жену, а доктора Миллерсона потому, что тот мог заподозрить его.
Современные критики полагают, что фильм сделан на весьма приличном уровне для всего сериала с отличной игрой Бакстера и целой группы актёров второго плана.

## Сюжет
В Нью-Йорке, несмотря на плотный деловой график, психиатр доктор Роберт Ордуэй, известный как Криминальный доктор (Уорнер Бакстер), решает осуществить мечту последних пяти лет и отправиться в отпуск. Он передаёт дела своему ассистенту и без лишних разговоров уходит. На автомобиле Ордуэй приезжает в небольшой сельский посёлок Брук-Фоллс в Западной Виргинии. В местном салуне за карточным столом он видит городского парикмахера Уорда Бичи (Тревор Бардетт), который страдает от шума в голове, болей в желудке и температуры. Его партнёры по игре высказывают предположение, что у него то самое недомогание, которое прозвали «летняя болезнь». Хозяин салуна Джеремия Доббс (Эдди Уоллер) просит Джада Рукстула (Пол Гилфойл) проводить Ордуэя в дом доктора Сэма Миллерсона (Грифф Барнетт), чтобы снять там комнату. По дороге Джад рассказывает Ордуэю о таинственной «летней болезни», от которой уже умерло несколько человек.
Дома у Миллерсона в отсутствие хозяина Ордуэй берётся оказать помощь молодому парню Биджи Минничу (Марк Деннис), которого случайно ранили на охоте. Появившийся доктор Миллерсон отказывается от помощи Ордуэя, заявляя, что сам со всем справится. Ордуэй видит, что Миллерсон отрицает современную медицину и пользуется только народными средствами. Пока доктор обрабатывает рану, появляется Матильда Бичи (Джойс Арлинг), сообщая, что муж в очень тяжёлом состоянии, и ему срочно требуется врач. По описанным симптомам Миллерсон сразу заявляет, что это «летняя болезнь», и уходит к Бичи со своей настойкой. По словам жены Миллерсона, доктор считает, что всё дело в жаре, и никаких анализов на предмет выявления микробов он не проводил. Миллерсон приходит к Бичи, за которым ухаживает его привлекательная молодая невестка Белль Энджелхард (Нэнси Сондерс). Не проведя никакого серьёзного осмотра, доктор Миллерсон даёт Бичи в качестве лекарства ложку своей настойки. В этот момент к Бичи заходит Эзра Миннич (Джеймс Белл), чтобы справиться о его здоровье.
Вскоре прибывает полиция штата, устанавливая по указанию главного врача округа доктора Викершема (Эддисон Ричардс) в посёлке карантин в связи со вспышкой брюшного тифа. Викершем убеждает Ордуэя остаться в посёлке и помочь в борьбе с эпидемией. Местные жители во главе с шерифом Люком Эйкерсом (Клем Биванс) недовольны вмешательством властей штата в их жизнь. При этом многие жители сомневаются в эффективности методов лечения доктора Миллерсона. Всем жителям посёлка в здании школы врачи делают прививки. Доктор Миллерсон приходит в школу, где выражает доктору Викершему возмущение его действиями и отказывается с ним сотрудничать. Появляется ассистент Викершема, доктор Прескотт (Роберт Келлард), который сообщает, что в общей сложности выявлено одиннадцать случаев заболевания и два смертельных исхода днём ранее, а кроме того Бичи умер полчаса назад. Проводя анализы крови умерших пациентов, Ордуэй устанавливает, что если первые двое действительно умерли от тифа, то третий пациент, Уорд Бичи, умер не от тифа, хотя внешние симптомы его заболевания схожи. Сообщая об этом Викершему, Ордуэй высказывает подозрение, что Бичи, возможно, был отравлен. Вскоре при вскрытии выясняется, что у Бичи выявлены совершенно иные поражения органов, чем у остальных пациентов. По предложению Ордуэя, который заподозрил убийство, Викершем поручает провести дополнительные химические анализы Бичи.
На следующий день для расследования дела об убийстве из города прибывает окружной прокурор Морт Кроуэлл (Джек Дэвис) и следователь Харли Рамфорд (Пол Брайар). Викершем подозревает в убийстве Сэма Миллерсона из ревности, так как некоторое время назад Бичи отказался от услуг Миллерсона и предпочёл лечиться в окружной клинике. Ордуэй полагает, что если это и так, то со стороны Миллерсона это скорее была некомпетентность, чем преступное намерение. Прокурор поручает доставить все лекарства из дома Миллерсона для анализа, а также самого Миллерсона — для допроса. При допросе выясняется, что микстура, которой он лечил пациентов, абсолютно безвредна и сама по себе не могла быть причиной отравления. Ордуэй предлагает выяснить у местного аптекаря, кому в последнее время он продавал яд. Выясняется, что яд покупали Миллерсон и хозяин рассадника растений Эзра Миннич. В этот момент кто-то стреляет через окно, попадая в шляпу Викершему. Прокурор просит Ордуэя принести его ружьё, по калибру совпадающее с тем, из которого только что стреляли. Выясняется, что ружьё Ордэуя кто-то брал, а затем вернул на место, и именно из этого ружья был сделан выстрел. Кроуэлл, узнав о богатом опыте криминальных расследований у Ордуэея, уговаривает взять это дело на себя.
Ордуэй начинает с опроса местных жителей. Сначала он беседует с Матильдой Бичи, которая прожила в браке с Уордом 18 лет. По её слова, они жили счастливо, но пару раз чуть не разошлись из-за его романов на стороне. Матильда не может назвать никого, кто мог бы отравить её мужа. Невестка Белль рассказывает Ордуэю, что Бичи иногда заигрывал с ней, но у неё есть парень — кузнец Клем Огли (Дик Уэссел). Она говорила Клему о приставаниях Бичи, чтобы разжечь его страсть, но, по её уверению, Клем не мог отравить Бичи. Клем в свою очередь рассказывает, как однажды Джад Рукстул ударил Бичи в глаз за то, что тот ухаживал за его женой. Затем Ордуэй приходит к Эзре Минничу, который изготавливает для местных жителей крысиный яд и средства для опрыскивания растений. Эзра утверждает, что раздаёт свои средства без какого-либо оформления, заявляя, что он неграмотен и ничего не оформляет. При этом Эзра заявляет, что видел стрелявшего в Викершема, и это док Сэм Миллерсон. Эзра ненавидит Миллерсона, потому что в результате его лечения, его сын Бидже Миннич стал умственно отсталым. Ордуэй приходит к Джаду и под гипнозом выясняет у него про роман его жены Иди (Барбара Пеппер) и Бичи. В прошлом году Джад выследил её, видел их свидание и, по его словам, дал Бичи в морду и припугнул его. После этого Бичи больше не приближался к его жене. Когда Джад уходит, Ордуэй утверждает, что он не был загипнотизирован, а рассказал эту историю, чтобы снять с себя или кого-то ещё подозрения. Ордуэй навещает Иди, которая даёт понять, что у Элли Миннич (Франсес Моррис) также был роман с Бичи.
К летнему фестивалю в Брук-Фоллс карантин заканчивается. Ордуэй предлагает включить с программу фестиваля конкурс стрелков и объявляет награду победителю, надеясь таким образом разоблачить стрелявшего. Вскоре после конкурса юная дочь Миннича Майра (Эйлин Дженссен) передаёт Миллерсону записку с приглашением на встречу в лесу. Когда доктор приходит в названное место, кто-то из кустов убивает его выстрелом в спину из ружья. Прогуливавшиеся поблизости Белль и Клем слышат выстрел, обнаруживают Сэма и бегут за шерифом. Вскоре около тела Сэма появляется Джад, который тоже слышал выстрел. Прибывший вместе с шерифом Ордуэй констатирует смерть Миллерсона, а затем находит записку с угрозой и приглашением на встречу. Из кустов к мужчинам выходит Биджи с ружьём, на котором стоят инициалы «С.М.», и из которого только что стреляли. Биджи говорит, что видел, как ружьё выбросил Джад. Шериф Эйкерс задерживает Рукстула по подозрению в убийстве. Ордуэй говорит прокурору о своей уверенности в том, что Джад не виновен.
Ордуэй приходит домой к Минничу, где маленькая Майра, дочь Эзры, сообщает доктору, что это она написала записку по просьбе своего неграмотного отца. Подслушав их разговор, Эзра подливает яд в банку с сидром. Когда Эзра предлагает Ордуэю стакан отравленного сидра, Ордуэй просит его продать всю банку. Когда Миннич отказывается, доктор обвиняет его в том, что он добавил в банку тот же яд, что и в виски Бичи, от которого тот умер. По словам Ордуэя, только что Майра косвенно подтвердила его подозрения, что Миннич застрелил дока Миллерсона. Ордуэй также обвиняет Миннича в убийстве Бичи из-за его романа с Эллой. После того, как Эзра берёт нож и нападает на Ордуэя, Майра с криками бежит в город за шерифом. Шериф Эйкерс в сопровождении Кроуэлла прибывает как раз в тот момент, когда Миннич собирается ударить Ордуэя лопатой. Миннича задерживают и помещают в камеру, где он имитирует сумасшествие. Ордуэй объясняет, что Миннич убил Миллерсона, потому что боялся, что доктор вспомнит о том, что Миннич интересовался у него тем, сколько яда потребуется, чтобы убить человека, и свяжет это с убийством Бичи. По просьбе прокурора Ордуэй направляется в участок, чтобы осмотреть Эзру на предмет вменяемости. С помощью трюка с горящей газетой Ордуэй устанавливает, что Эзра вменяем, и его отправляют в окружную тюрьму.

## В ролях
- Уорнер Бакстер — доктор Роберт Ордуэй
- Нэнси Сондерс — Белль Энджелхарт
- Клем Биванс — шериф Люк Эйкерс
- Грифф Барнетт — доктор Сэм Миллерсон
- Пол Гилфойл — Джад Рукстул
- Джеймс Белл — Эзра Миннич
- Эддисон Ричардс — доктор Викершем
- Марк Деннис — Биджи Миннич
- Роберт Келлард — доктор Прескотт
- Барбара Пеппер — Иди Рукстул (в титрах не указана)
- Дик Уэсселл — Клем Огли (в титрах не указан)

## Создатели фильма и исполнители главных ролей
Режиссёр Джордж Арчэйнбод родился в Париже, где начал театральную карьеру, а в 1914 году в возрасте 24 лет прибыл в Голливуд, где в 1917 году дебютировал в качестве режиссёра, поставив за свою карьеру более 120 фильмов. К числу наиболее известных картин Арчэйнбода относятся «Тринадцать женщин» (1932), «Пропавший эскадрон» (1932), детективы «Убийство в бассейне для пингвинов» (1932) и «Убийство на школьной доске» (1934), а позднее — фильм нуар «Выследить человека» (1950).
Актёр Уорнер Бакстер играл заметные роли, начиная с немых фильмов, таких как «Великий Гэтсби» (1926) и «Ужасная правда» (1925). С появлением звукового кино свои наиболее известные роли Бакстер сыграл в фильмах «В старой Аризоне» (1928), «42-я улица» (1933), «Корабль рабов» (1937) и «Похищенный» (1938). Как пишет журнал TV Guide, «после нервного срыва, который он пережил в начале 1940-х годов, Бакстер возобновил работу в кино съёмками в сериале о Криминальном докторе, который дал ему возможность в возрасте 51 года работать в умеренном темпе, не превышающем двух фильмов в год, каждый из которых снимался всего за один месяц». Так постепенно Бакстер, «актёр со звучным голосом, игравший главные роли и когда-то получавший столько же писем от поклонников, сколько Кларк Гейбл или Роберт Тейлор, стал сходить со сцены».

## История создания фильма
Это восьмой фильм киносериала о Криминальном докторе и одна из трёх картин в серии из 10 фильмов, в которых «мрачный и немолодой Бакстер в начале сюжета уходит в отпуск, напоминая зрителю о том, что он был не в лучшей форме, когда начинался сериал».
Альтернативное название фильма — «Отпуск Криминального доктора» (англ. The Crime Doctor's Vacation).
Фильм находился в производстве с 3 января по 18 января 1947 года и вышел на экраны 29 мая 1947 года.

## Оценка фильма критикой
Как отметил историк кино Ким Ньюман, действие остальных фильмов из цикла о Криминальном докторе происходит в городской среде, так что «этот отпуск в лесной глуши вносит освежающие изменения, сопровождаемые сложной загадкой». В фильме «в несколько карикатурном виде изображена целая группа бедных сельских жителей… Множество характерных актёров с бакенбардами и в комбинезонах ведут дурацкие диалоги и кипят от досады на горожан, в то время как игра на скрипке и другие занятия в сельской местности добавляют картине колорита».
По мнению киноведа Джина Блоттнера, это «аккуратный, хорошо выстроенный детектив с убийством. Уорнер Бакстер, сыгравший ещё одну прекрасную роль, получил хороший актёрский состав второго плана, состоящий из одних из лучших характерных актёров Голливуда, включая Джеймса Белла, Клема Биванса, Гриффа Барнетта и Тревора Бардетта. Наблюдение за работой этих опытных актеров доставляет зрителю ещё больше удовольствия». Историк кино Леонард Малтин в своей книге 1996 года «Путеводитель по фильмам и видео» написал, что «фильм сделан на среднем для всего киноцикла уровне».